# Geoff Petrie
Pour les articles homonymes, voir Petrie.
Geoffrey Michael Petrie, né le 17 avril 1948 à Darby en Pennsylvanie, est un ancien joueur américain de basket-ball de NBA et actuel président des opérations basket des Kings de Sacramento.

## Biographie
Arrière ou ailier d'1,93 m et excellent shooteur à 3-points, alors qu'il n'y avait pas de ligne à 3 -points, il joua dans deux NBA All-Star Game et il fut lauréat du trophée de NBA Rookie of the Year en 1971, lors de la première année d'existence des Blazers, conjointement avec le joueur des Celtics de Boston, Dave Cowens grâce à une moyenne de 24,8 points par match. Jusqu'à la performance de Damon Stoudamire en 2005 avec 54 point, Petrie détenait le record de points inscrits en une rencontre avec les Blazers avec 51 points ; une performance qu'il accomplit à deux reprises. Son numéro de maillot, le 45, fut retiré par les Blazers. Il eut une carrière professionnelle de six années, de 1970 à 1976, avec les Blazers.
Échangé à Atlanta contre Maurice Lucas, il ne put jouer avec les Hawks, touché par une blessure au genou qui mit fin à sa carrière.
Devenu dirigeant, il remporta le trophée de NBA Executive of the Year à deux reprises avec les Sacramento Kings. Il évolua au lycée Springfield, à Springfield, Pennsylvanie et joua en NCAA à l'Université de Princeton.